# Oko proroka czyli Hanusz Bystry i jego przygody
Oko proroka, czyli Hanusz Bystry i jego przygody – powieść historyczno-przygodowa autorstwa Władysława Łozińskiego z 1899 roku.

## Treść
Akcja toczy się w południowo-wschodniej Rzeczypospolitej w I połowie XVII wieku. Po klęsce pod Cecorą ziemie te są regularnie najeżdżane przez hordy turecko-tatarskie. Głównym bohaterem jest Hanusz Bystry, syn formana. Kiedy jego ojciec ginie bez wieści w czasie wyprawy kupieckiej na ziemie tureckie, Hanusz postanawia udać się tam i go odszukać. W tym samym czasie w jego ręce trafia cenny przedmiot – diament o nazwie Oko proroka, który powierzył mu kozak Semen Bedryszko. Podczas wędrówki, chłopiec przeżywa wiele niebezpiecznych przygód.

## Ekranizacje
- Oko proroka – polsko-bułgarski film z 1982 roku
- Przeklęte oko proroka – polsko-bułgarski film z 1984 roku (kontynuacja)
- Oko proroka czyli Hanusz Bystry i jego przygody – polsko-bułgarski serial telewizyjny z 1985 roku